# 性別歧視性語言
性别歧视性语言，是一種以性別論定其言行舉止與思考模式並帶有歧視意味的話語。
性别歧视性语言多半包含刻板印象、性向歧视等。前者较常见的例子是认定单一性别所(不)应该做/会的事、具备的特质等。后者则例如对不具备所谓「应该有」之特质的人或是同性恋/双性恋之言语歧视。然而，这种带有歧视性的语言至今仍普遍存在。人们无论是在什么地方，都经常不自觉地说出这些话语。
诸如「女子無才便是德」、「長舌婦」、「女生喜歡耍心機」等是比较常见的、认定单一性别应具备特质的典型例子。

## 案例
在臺灣，網路上流傳著各種關於當地女性與帶有高加索人種外貌特徵男性交往的不友善言論，其中以「ㄈㄈ尺」最廣為流傳。

## 參看
- 母豬教
- 性別歧視
- 歧視語

## 延伸閱讀
- 曾淑貞：認清性別語言，尊重兩性平等